# Bläckklotspindel
Bläckklotspindel (Keijia tincta) är en spindelart som först beskrevs av Charles Athanase Walckenaer 1802.  I den svenska databasen Dyntaxa används istället namnet Platnickina tincta. Bläckklotspindel ingår i släktet Keijia och familjen klotspindlar. Arten är reproducerande i Sverige. Inga underarter finns listade.